# ناشر ملك
الناشر الملك أو ملك الصِّلال أو الكوبرا الملك (الاسم العلمي: Ophiophagus hannah) هو ثعبان سام يعيش في مناطق جنوب شرق آسيا والهند.
يتعرض هذا النوع لخطر تدمير موائله، وقد تم إدراجه ضمن الأنواع المعرضة للخطر في القائمة الحمراء للاتحاد الدولي لحفظ الطبيعة منذ عام 2010. ويعتبر هذا النوع من الزواحف الوطنية للهند، وله مكانة بارزة في الأساطير والتقاليد الشعبية في الهند وبنغلاديش وسريلانكا وميانمار.

## التصنيف
يُشار إلى الكوبرا الملك أيضًا بالاسم الشائع "هامادرياد [الإنجليزية]"،وخاصة في الأدبيات القديمة. استخدم عالم الطبيعة الدنماركي ثيودور إدوارد كانتور الاسم العلمي Hamadryas hannah لأول مرة في عام 1836 لوصف أربع عينات من الكوبرا الملك، عثر على ثلاث منها في منطقة سونداربانس وواحدة من بالقرب من كلكاتا. وفي عام 1837 اقترح هيرمان شليغل اسم Naja bungarus لوصف عينة حيوانية من الكوبرا الملك من جاوة. في عام 1838، اقترح كانتور اسم Hamadryas ophiophagus للكوبرا الملك وأوضح أنها تتمتع بخصائص أسنان وسيطة بين جنسي Naja وBungarus. في عام 1840، اقترح والتر إليوت [الإنجليزية] اسم Naia vittata لكوبرا ملك تم اصطيادها قبالة الساحل بالقرب من تشيناي، والتي عُثر عليها عائمة في سلة. في عام 1858 اقترح ألبرت غونتر اسم Hamadryas elaps لعينات من الكوبرا الملك من الفلبين وبورنيو. اعتبر جونتر أن كلًا من N. bungarus و N. vittata هما نوعان من H. elaps. كما اقترح جونتر جنس Ophiophagus في عام 1864 وهذا الاسم مشتق من ميل الكوبرا الملك إلى أكل الثعابين.
في عام 1882 اقترح ألكسندر ويليم ميشيل فان هاسلت أحد أنواع الكوبرا الملك التي تم اصطيادها بالقرب من تيبينج تينجي في شمال سومطرة.
قُبل اسم Ophiophagus hannah كاسم صالح للكوبرا الملك من قبل تشارلز ميتشل بوغرت [الإنجليزية] في عام 1945 والذي زعم أنه يختلف بشكل كبير عن أنواع ناجا. أظهر التحليل الجيني باستخدام السيتوكروم ب [الإنجليزية] والتحليل متعدد الجينات أن الكوبرا الملك كانت فرعًا مبكرًا من سلالة وراثية أدت إلى ظهور المامبا، وليس كوبرا ناجا.
أظهر التحليل التطوري للحمض النووي للميتوكوندريا أن العينات من مقاطعتي سوراتاني وناخون سي ثامارات في جنوب تايلاند تشكل فرعًا متباعدًا للغاية عن تلك الموجودة في شمال تايلاند، والتي تم تجميعها مع عينات من ميانمار وقوانغدونغ في جنوب الصين.

## الوصف

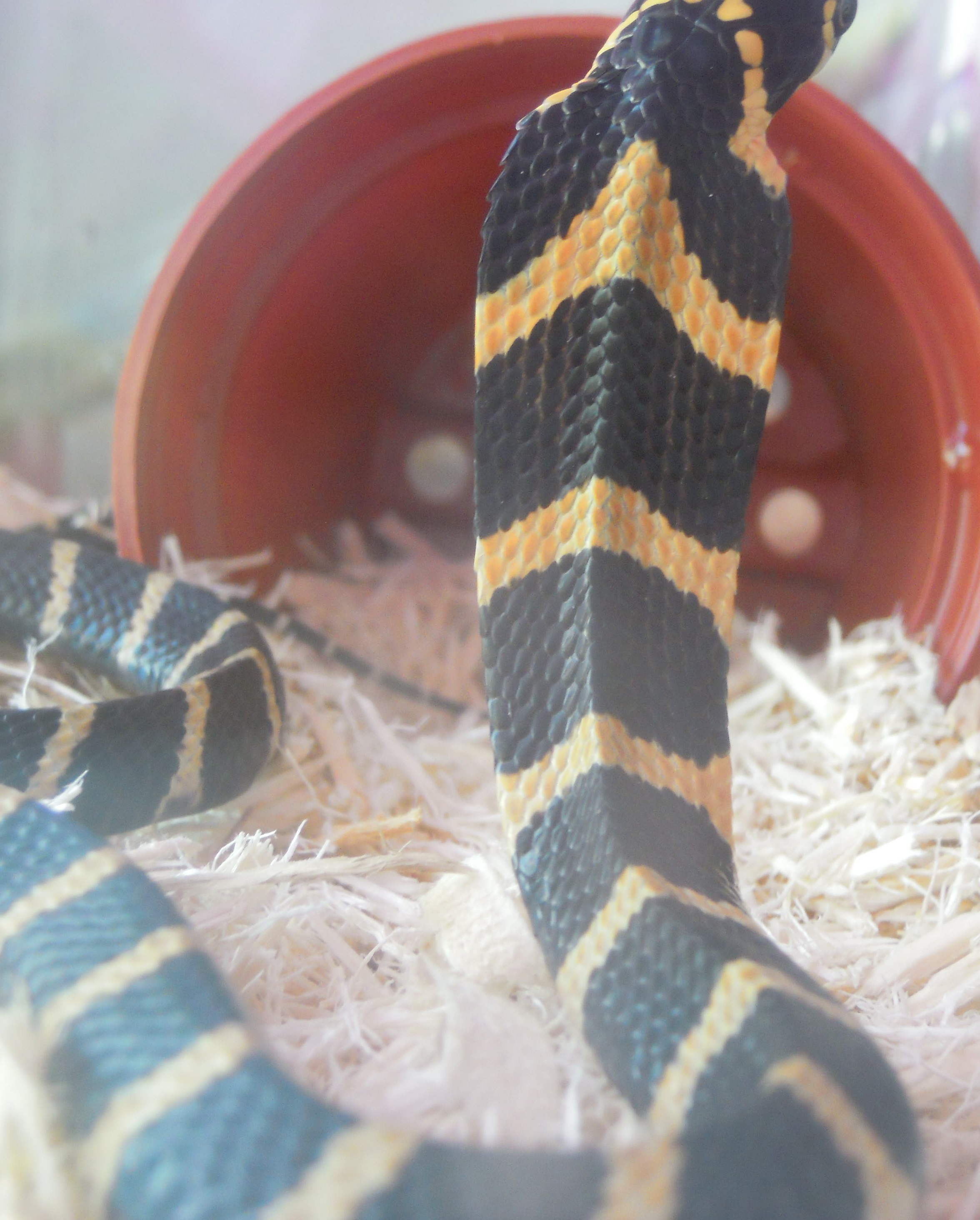
كوبرا صغيرة تظهر النمط المتعرج (شيفرون)على الظهر.

جلد الكوبرا الملك أخضر زيتوني مع خطوط سوداء وبيضاء على الجذع تتقارب إلى الرأس. الرأس مغطى بـ 15 درعًا داكنة اللون ذات حواف سوداء. كما أن خطمها مستدير واللسان أسود. ولديها نابان و3-5 أسنان في الفك العلوي وصفان من الأسنان في الفك السفلي وتقع فتحتا الأنف بين درعين. العينان الكبيرتان لهما قزحية ذهبية وبؤبؤان مستديران. وغطاء الرأس بيضاوي الشكل ومغطى بحراشف خضراء زيتونية ناعمة وبقعتان سوداوان بين القشور السفليتين. وذيلها الأسطواني أخضر مصفر من الأعلى ومميز باللون الأسود. ولديها زوج من القشور القذالية الكبيرة أعلى الرأس، و17 إلى 19 صفًا من القشور المائلة الناعمة على الرقبة، و15 صفًا على الجسم. والصغار سوداء اللون مع خطوط بيضاء أو صفراء أو صفراء على شكل شيفرون تشير إلى الرأس. يبلغ طول الكوبرا الملك البالغة من 3.18 إلى 4 أمتار (10.4 إلى 13.1 قدمًا). أما أطول كوبرا الملك المعروف فيبلغ طولها 5.85 مترًا (19.2 قدمًا). تكون القشور البطنية بيضاوية الشكل بشكل موحد بينما تكون القشور الظهرية مرتبة بشكل مائل.
الكوبرا الملك مثنوية الشكل الجنسية، حيث يكون الذكور أكبر حجمًا وأفتح لونًا بشكل خاص خلال موسم التكاثر. بلغ طول الذكور التي تم اصطيادها في ولاية كيرالا ما يصل إلى 3.75 مترًا (12.3 قدمًا) ووزنها يصل إلى 10 كجم (22 رطلاً). بلغ الحد الأقصى لطول الإناث التي تم اصطيادها 2.75 مترًا (9 أقدام و 0 بوصة) ووزنها 5 كجم (11 رطلاً). كان أكبر كوبرا ملكية معروفة يبلغ طولها 5.59 مترًا (18 قدمًا و 4 بوصات) وتم اصطيادها في تايلاند. وهي تختلف عن أنواع الكوبرا الأخرى من حيث الحجم والغطاء. فهي أكبر حجمًا ولها شريط أضيق وأطول على الرقبة.

## الإنتشار والموئل
تنتشر الكوبرا الملك على نطاق واسع في جنوب وجنوب شرق آسيا. ويمكن العثور عليها على ارتفاع يصل إلى 2000 متر (6600 قدم) من منطقة تيراي في الهند وجنوب نيبال إلى حوض نهر براهمابوترا في بوتان وشمال شرق الهند، وتمتد إلى بنجلاديش وميانمار وجنوب الصين وكمبوديا وتايلاند ولاوس وفيتنام وماليزيا وسنغافورة وإندونيسيا والفلبين.

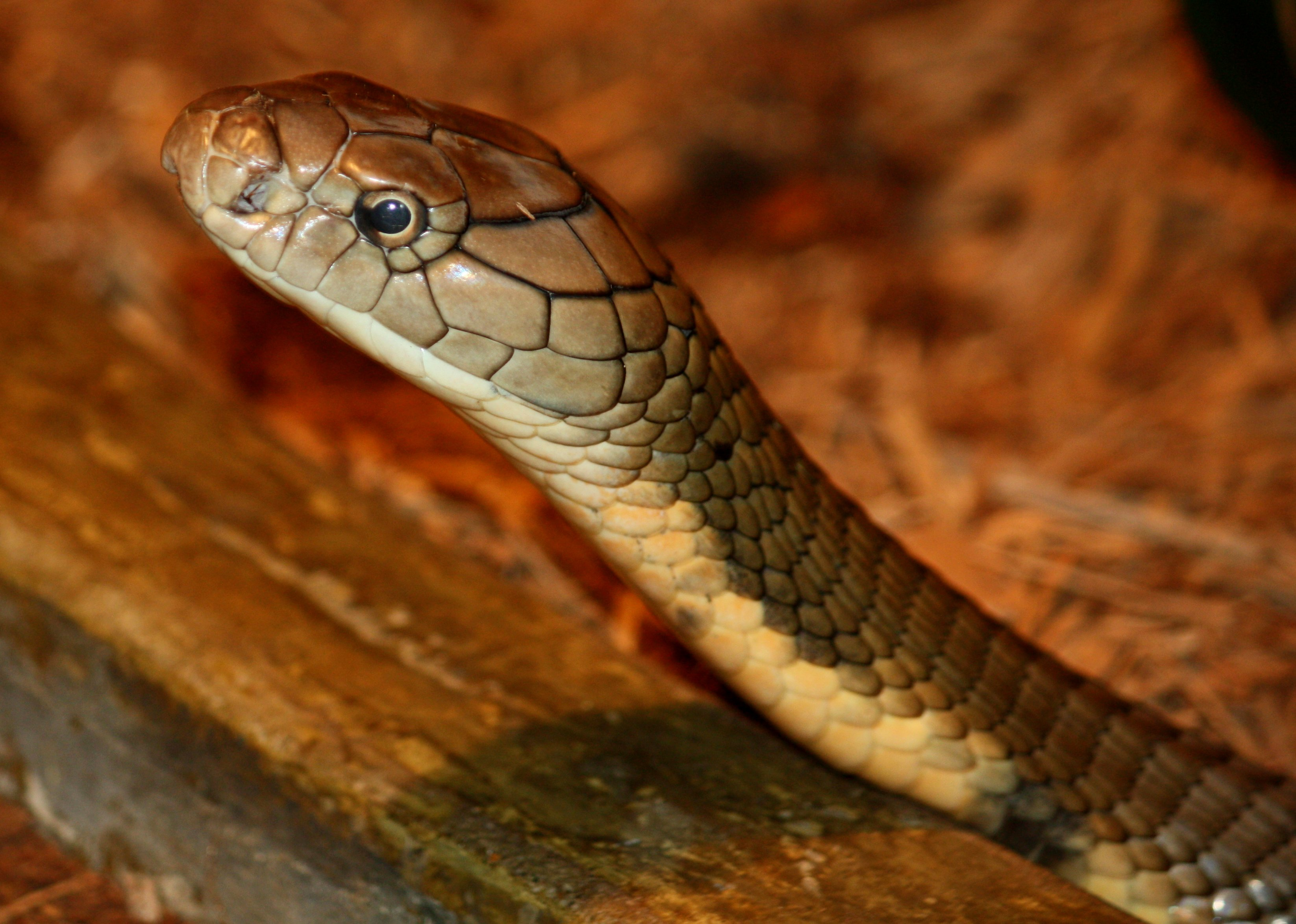

في شمال الهند، تم توثيق وجود أفعى الكوبرا الملك في جارهوال وكومون ومنطقتي شيفاليك وتيراي في أوتاراخاند وأوتار براديش. في شمال شرق الهند، تم تسجيل الكوبرا الملكية في شمال غرب البنغال، وسيكيم، وآسام، وميغالايا، وأروناتشال براديش، وناغالاند، ومانيبور وميزورام. في جبال الغات الشرقية، تنتشر الكوبرا الملك من تاميل نادو وأندرا براديش إلى ساحل أوديشا، وأيضًا في بيهار وجنوب غرب البنغال، وخاصة منطقة سونداربانس. في جبال الغات الغربية، تم تسجيلها في كيرالا وكارناتاكا وماهاراشترا، وأيضًا في كجرات. كما توجد أيضًا في جزيرة باراتانج [الإنجليزية] في سلسلة أندامان الكبرى [الإنجليزية].

## السلوك والبيئة
مثل الثعابين الأخرى، يستقبل الكوبرا الملك معلومات كيميائية عبر لسانه المتشعب الذي يلتقط جزيئات الرائحة وينقلها إلى مستقبل حسي (عضو جاكوبسون) يقع في سقف فمه. وعندما يكتشف رائحة الفريسة، يستخدم لسانه لتحديد موقعها، حيث يعمل كل طرف من لسانه بشكل متزامن مما يسمح للثعبان بمقارنة قوة الرائحة على كل جانب، وتساعد هذه المقارنة الثعبان في تحديد الاتجاه الذي تأتي منه الرائحة. الكوبرا الملك لديه القدرة أيضا على استشعار الاهتزازات المحمولة على سطح الأرض واكتشاف الفريسة المتحركة على بعد 100 متر تقريبًا (330 قدمًا). [بحاجة لمصدر]
يبتلع الكوبرا الملك فريسته كاملة بعد قتلها بالسم، ويمكنه ابتلاع فريسة أكبر بكثير من رأسه بسبب فكه المرن، ويعتبر من الزواحف النهارية لأنه يصطاد أثناء النهار، وقد يُرى أحيانا ليلًا ولكن نادرًا.

### النظام الغذائي
الكوبرا الملك هي من الحيوانات المفترسة الرئيسية وتتفوق على جميع الثعابين الأخرى باستثناء الثعابين الكبيرة. يتكون نظامها الغذائي بشكل أساسي من الثعابين والسحالي الأخرى، بما في ذلك الكوبرا الهندية، والكرايت المخطط، وثعبان الجرذ، والثعابين، وثعبان السوط الأخضر [الإنجليزية]، وثعبان العارضة، وثعبان الذئب المخطط [الإنجليزية]، وثعبان بليث الشبكي [الإنجليزية]. كما تصطاد أيضًا أفعى الحفرة المالبارية [الإنجليزية] وأفعى الحفرة ذات الأنف المحدب [الإنجليزية] من خلال تتبع آثار رائحتها. في سنغافورة، لوحظت أفعى تبتلع ورل غائم [الإنجليزية]. تتغذى أيضًا على الفقاريات الصغيرة الأخرى، مثل الطيور والسحالي عندما يكون الطعام شحيحًا. في بعض الحالات، تضغط الكوبرا على فريستها بقوة باستخدام جسمها العضلي، على الرغم من أن هذا غير شائع. بعد تناول وجبة كبيرة، تعيش لعدة أشهر بدون وجبة أخرى بسبب معدل الأيض البطيء.

## السم
يكفي السم المستخرج من عضة الناشر الملك لقتل فيل ضخم أو 20 إنساناً، على الرغم من كبر حجمها إلا أنها تزن 6 كيلوجرام وهي سريعة ورشيقة، أما جلد الثعبان فيكون إما بلون الزيتون الأخضر أو الأسود، بطنها مادة مشابهة للكريمة وذكره أكبر وأكثر سمكا من الأنثى. ويبلغ متوسط عمر الناشر الملك نحو 20 عاماً.
تؤثر السموم على الجهاز العصبي المركزي للضحية، مما يؤدي إلى ألم شديد، وتشوش الرؤية، ودوار، ونعاس، وشلل في النهاية. إذا كان التسمم خطيرًا، فإنه يتطور إلى انهيار القلب والأوعية الدموية، وتقع الضحية في غيبوبة. وسرعان ما يتبع الموت بسبب فشل الجهاز التنفسي. يمكن أن يموت الشخص المصاب في غضون 30 دقيقة.

## الصور

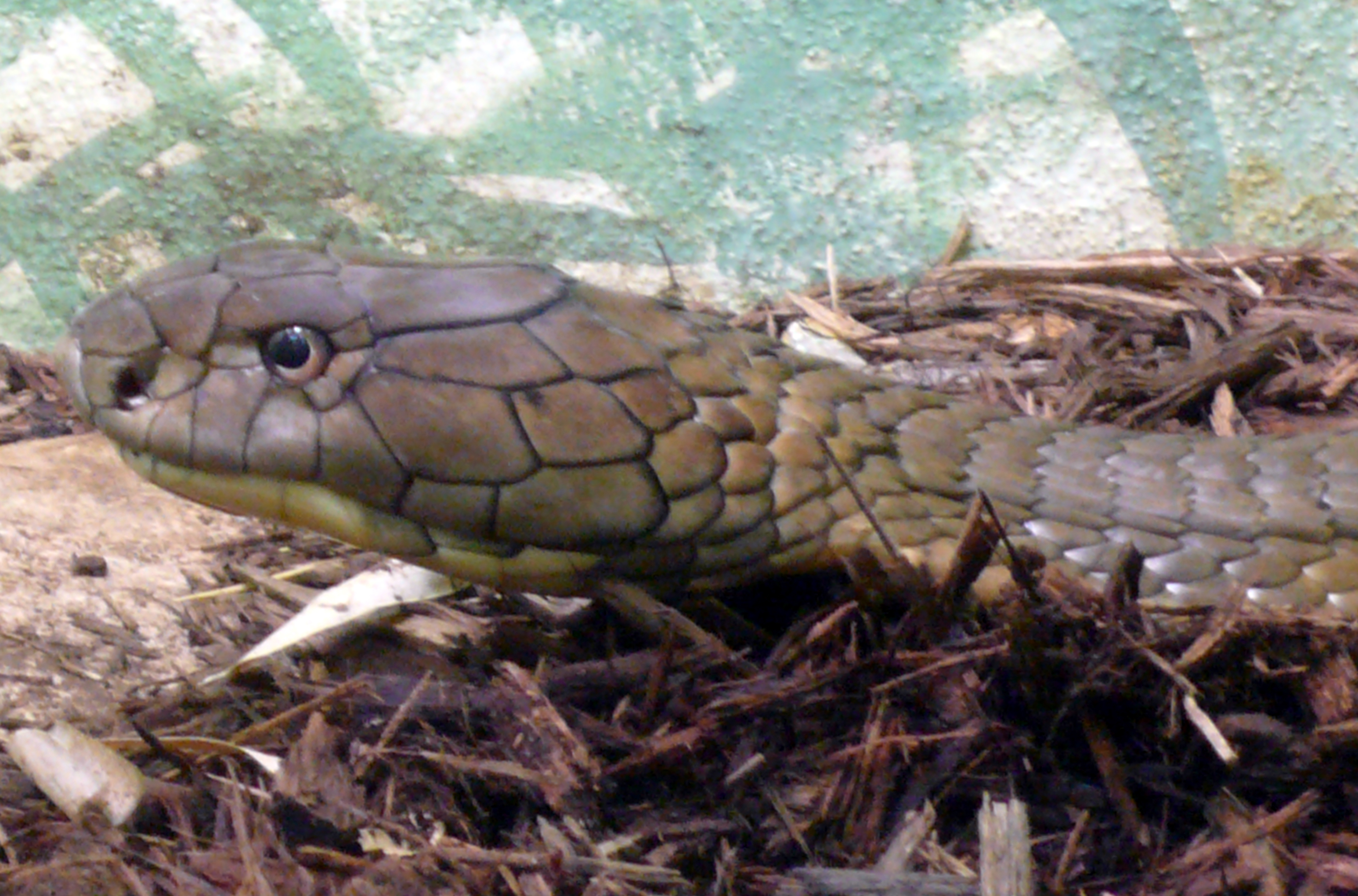

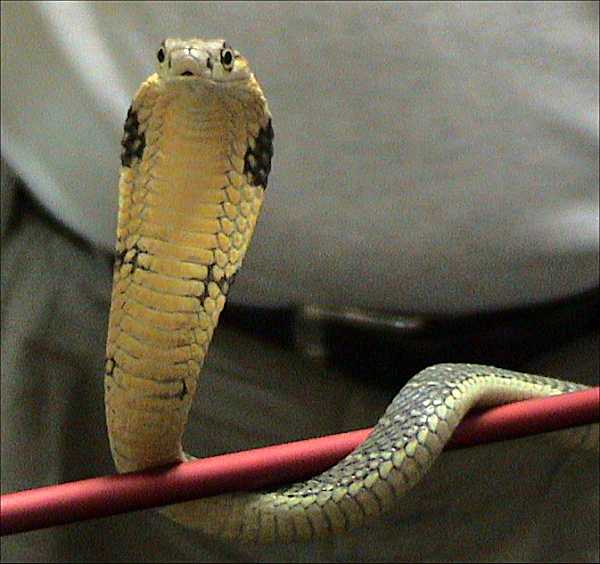
وجدت في الغابة

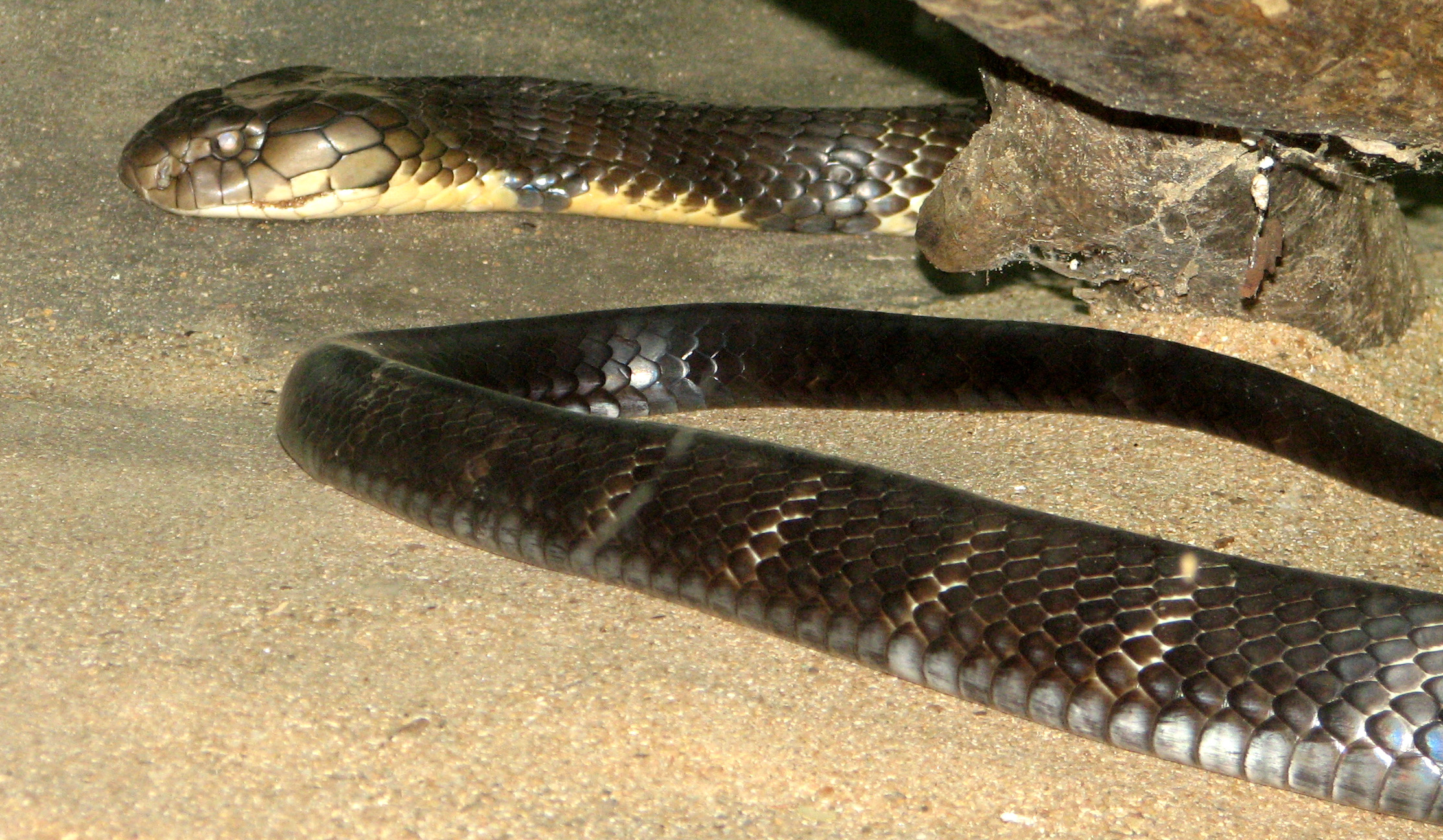
في جنوب الهند

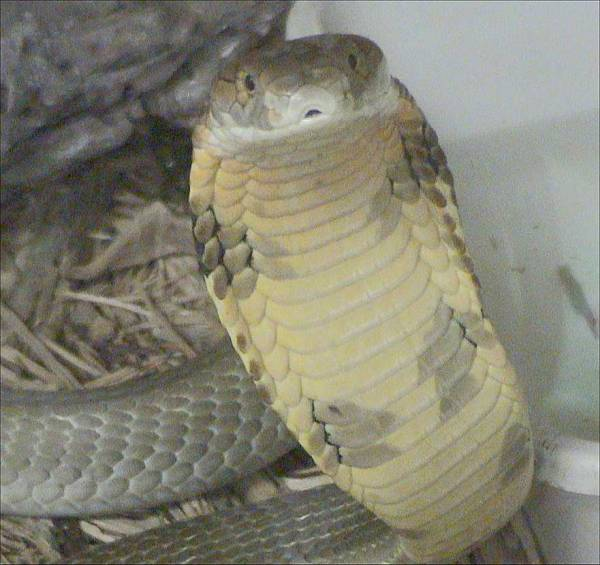
ناشر ملك بالغ

## وصلات خارجية
- http://animaldiversity.ummz.umich.edu/accounts/Ophiophagus_hannah/
- http://www.iucnredlist.org/details/177540/0
- http://www.arkive.org/king-cobra/ophiophagus-hannah/